# FIFA-Marta-Preis

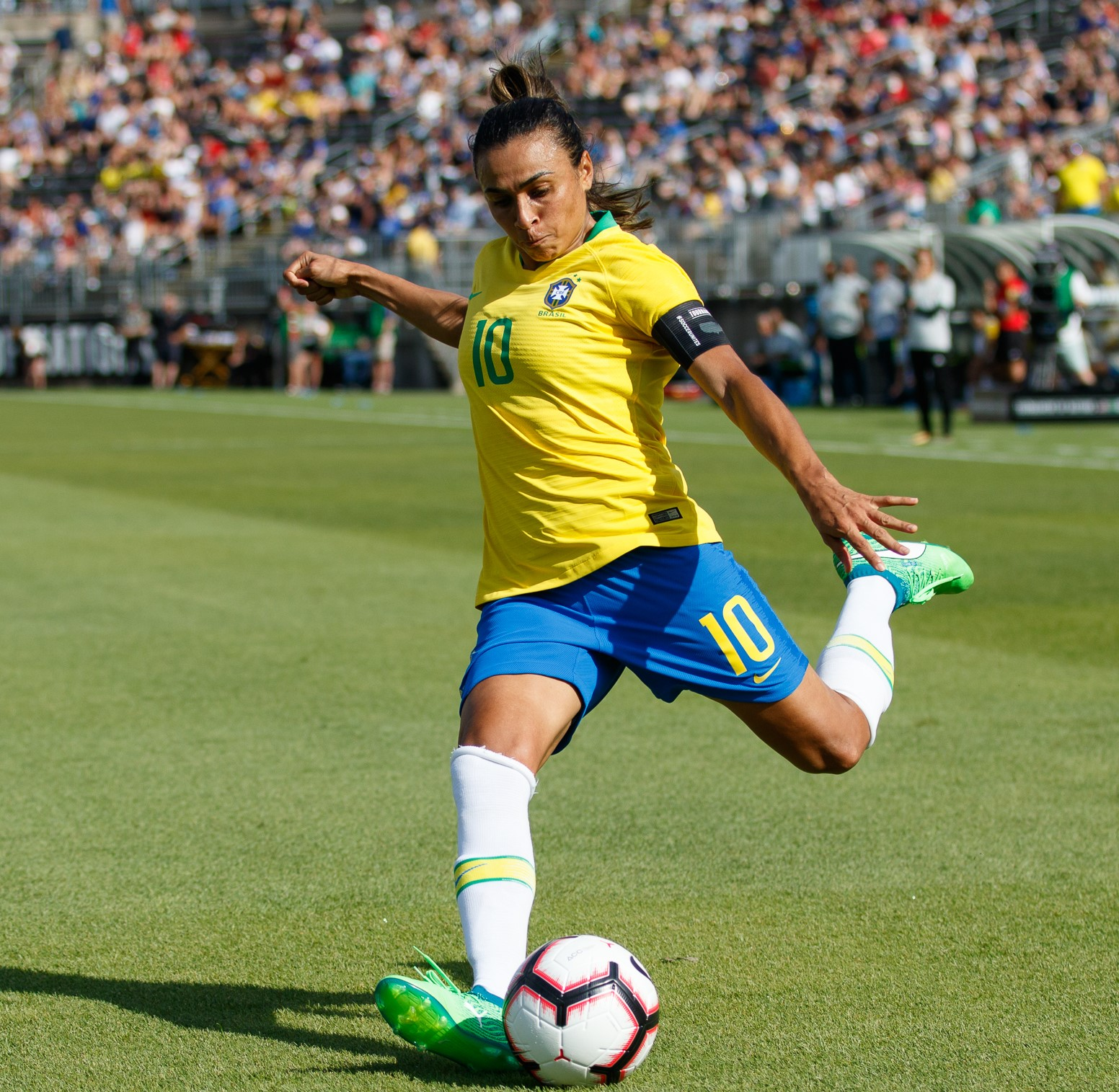
Marta Vieira da Silva (2018)

Der FIFA-Marta-Preis ist ein 2024 eingeführter Fußballpreis, der die Spielerin auszeichnet, die in der vergangenen Saison das ästhetischste und schönste Tor erzielt hat. Der Preis ist eine Hommage an die brasilianische Stürmerin Marta.

## Modus
Ermittelt wird der Gewinnerin des Marta-Preises im November und Dezember in einer Internetabstimmung. Auf der Homepage des Fußballweltverbandes können die Fans elf, von der FIFA-Fußballkommission ausgewählte, Tore ansehen und dann ihre Wahl treffen.
Die erste Gewinnerin wurde bei den The Best FIFA Football Awards am 17. Dezember 2024 in Doha enthüllt. Die Schützin des besten Tors im Frauenfußball wird mit der Marta-Trophäe geehrt, auf der ihr Name eingraviert ist.

## Namensgebung
Der Preis wird zu Ehren von Marta verliehen. Marta war Stürmerin und Kapitänin des brasilianischen Frauennationalteams von 2002 bis 2014. In 204 Länderspielen erzielte sie 119 Tore.

## Kriterien
Kriterien für die Auswahl eines Tores sind u. a. die subjektive Ästhetik eines Tores (z. B. Abschluss einer gelungenen Angriffskombination), die Bedeutung des Spieles, in dem das Tor erzielt wurde, der Fakt, dass ein Tor nicht aus Glück oder infolge eines Fehlers der Gegenspielerin gefallen ist, kein unsportliches Verhalten der Spielerin während des Spiels und der Zeitraum, in dem das Tor erzielt wurde (August des vorangegangenen Jahres bis einschließlich August des Jahres der Auszeichnung).

## Gewinnerinnen
| Jahr | Name  | Mannschaft | Gegner  | Spielstand | Wettbewerb         | Punkte |
| ---- | ----- | ---------- | ------- | ---------- | ------------------ | ------ |
| 2024 | Marta | Brasilien  | Jamaika | 4:0        | Freundschaftsspiel | 22     |

## Nominierungen

### 2024
Im Jahr 2024 standen Tore folgender Spielerinnen zur Auswahl:
| Platz | Spielerin           | Mannschaft          | Gegner             | Ergebnis | Bewerb                                     |
| ----- | ------------------- | ------------------- | ------------------ | -------- | ------------------------------------------ |
| 1.    | Marta               | Brasilien           | Jamaika            | 4:0      | Freundschaftsspiel                         |
| 2.    | Asisat Oshoala      | FC Barcelona        | Benfica Lissabon   | 5:0      | Champions League 2023/24                   |
| 3.    | Sakina Karchaoui    | Frankreich          | Schweden           | 1:0      | Qualifikation zur Europameisterschaft 2025 |
| 4.    | Giuseppina Moraca   | Lazio Rom           | ASD Bologna        | 2:0      | Serie B 2023/24                            |
| 5.    | Mayra Pelayo-Bernal | Mexiko              | Vereinigte Staaten | 2:0      | Gold Cup 2024                              |
| 6.    | Paulina Krumbiegel  | TSG 1899 Hoffenheim | MSV Duisburg       | 2:0      | Bundesliga 2023/24                         |
| 7.    | Delphine Cascarino  | Olympique Lyon      | Benfica Lissabon   | 2:1      | Champions League 2023/24                   |
| 8.    | Beth Mead           | FC Arsenal          | West Ham United    | 2:0      | Super League 2023/24                       |
| 9.    | Marina Hegering     | VfL Wolfsburg       | SGS Essen          | 2:1      | Bundesliga 2023/24                         |
| 10.   | Trinity Rodman      | Vereinigte Staaten  | Japan              | 1:0      | Olympische Sommerspiele 2024               |
| 11.   | Nina Matejić        | Serbien             | England            | 1:0      | U-19-Europameisterschaft                   |